# Задубровце (ґміна)
Гміна Задубровце — колишня (1934–1939 рр.) сільська ґміна Снятинського повіту Станіславського воєводства Польщі Центром ґміни було село Задубрівці.
1 серпня 1934 року в Снятинському повіті Станіславівського воєводства було створено ґміну Задубровце з центром в с. Задубрівці. У склад ґміни входили такі сільські громади: Альбінувка, Белелуя, Ганьковце, Красноставце, Задубровце, Зебранувка.
У 1934 р. територія ґміни становила 73,93 км². Населення ґміни станом на 1931 рік становило 8 165 осіб. Налічувалось 1 840 житлових будинків.
Ґміна ліквідована в 1940 р. у зв’язку з утворенням Заболотівського району.